# Shijak
Shijak là một đô thị trong quận Durrës thuộc hạt Durrës, Albania. Dân số năm 2005 là 8127 người.